# Maria z Boulogne
Maria z Boulogne (ur. ok. 1136, zm. 1182 w Montreuil) – hrabina Boulogne, córka króla Anglii Stefana z Blois i Matyldy, hrabiny Boulogne, córki hrabiego Eustachego III. Siostra Eustachego IV z Boulogne i Wilhelma z Blois.
Jako mała dziewczynka została umieszczona w klasztorze w Ramsey, ale bezpotomna śmierć jej braci spowodowała, że stała się dziedziczką hrabstwa Boulogne, które objęła w 1159 r. Z tego powodu musiała opuścić klasztor i poślubić Mateusza Alzackiego (ok. 1130–1173), syna Thierryego, hrabiego Flandrii, i Sybilli, córki Fulka V Andegaweńskiego, króla jerozolimskiego. Ślub został zawarty w 1160 r. Nie było to szczęśliwe małżeństwo i zakończyło się rozwodem w 1170 r. Maria i Mateusz mieli razem dwie córki:
- Ida (ok. 1160–1216), hrabina Boulogne
- Matylda (1170–1210), żona Henryka I, księcia Brabancji

Po rozwodzie Maria zrezygnowała z rządów w hrabstwie i wycofała się do klasztoru św. Austreberta w Montreuil, gdzie zmarła w 1182 r. Mateusz pozostał hrabią Boulogne aż do swojej śmierci w 1173 r. Jego następczynią została najstarsza córka Marii, Ida.